# Шеинка (Калужская область)
Шеинка — бывшая деревня, затем пустошь в Медынском уезде. Известна до XVI—XVIII веков. Рядом — деревня Заречная (Жеребяниково)(1,2 км), Вотчинка(2,7 км), урочище Терентьево(2,2 км), бывшее село Бордуково (13 км), Обухово (16 км) и бывшее село Николо-Матрёнино (18 км).

## История
В «Поместном приказе» № 228 от 1694 года, где указываются как деревня Шеинка при селе Бордуково.
В том же году называется деревней Шеинка, Филиппа Зеленого да Василия Ивановича Новосильцева
В 1782-м году пустошь Шейкина — Мавры Кондратьевны Мелениной, Анны Кондратьевной Бородиной, Дарьи Кондратьевны Волчковой и Петра Савича Трубникова, на левом берегу Шани.